# Nervilia borneensis
Nervilia borneensis är en orkidéart som först beskrevs av Johannes Jacobus Smith, och fick sitt nu gällande namn av Rudolf Schlechter. Nervilia borneensis ingår i släktet Nervilia och familjen orkidéer. Inga underarter finns listade i Catalogue of Life.